# Кабачигурт
Кабачигу́рт (рос. Кабачигурт) — присілок в Ігринському районі Удмуртії, Росія.

## Населення
Населення — 472 особи (2010; 448 в 2002).
Національний склад станом на 2002 рік:
- удмурти — 84 %

## Урбаноніми[3]
- вулиці — Березова, Джерельна, Зарічна, Лісова, Лучна, Молодіжна, Праці, Ставкова, Трактова, Шкільна
- провулки — Трактовий